# Afibel
Afibel est une société commerciale française spécialisée dans la vente à distance sur catalogue spécialisé (code NAF / APE : 4791B), implantée dans le nord de la France, à Villeneuve-d'Ascq.

## Histoire
La société a été créée initialement en 1954 sous la raison sociale « Auber Tissus ». Le siège et le magasin sont situés à Paris à côté de l’Opéra. À ses débuts, l'entreprise ne fabrique pas de vêtements mais revend de la confection dédiée aux femmes.
Ce n’est qu’à partir de 1957 que la marque Afibel verra le jour[réf. nécessaire]. Le premier catalogue de vente par correspondance est distribué en 1960,.
En 1978, la vente par catalogue représentant plus de la moitié des ventes, le fondateur Michel Delaby décide de créer la Société « Somodi Afibel ». 
En 1991, Patrick Delecroix, ancien dirigeant de La Redoute, rachète l’entreprise qui, quelques années plus tard (en 1998) entre en bourse. Puis en 2001, c’est le groupe allemand Karstadt-Quelle qui rachète l’entreprise et qui la positionne sur le marché belge et anglais.
Afibel a ouvert son site de commerce en ligne en France en 2001 et en Angleterre quelques années plus tard. 
Afibel appartient au groupe Damartex depuis 2010.

## La vente à distance
La société Afibel ne diffuse ses produits que par le biais de la vente à distance.
L’essentiel des ventes se fait par envoi postal de ses catalogues mais Afibel dispose également d’un site web marchand pour ses marchés français et anglais.
Le premier catalogue, sorti en 1960, est en noir et blanc. Il n’est composé que de vêtements confectionnés par les fournisseurs et les tailles commencent au 46 jusqu’au 62.